# NGC 5196
NGC 5196 est une galaxie lenticulaire située dans la constellation de la Vierge. Sa vitesse par rapport au fond diffus cosmologique est de 6 771 ± 21 km/s, ce qui correspond à une distance de Hubble de 99,9 ± 7,0 Mpc (∼326 millions d'al). NGC 5196 a été découverte par l'astronome allemand Albert Marth  en 1864.
Selon la base de données Simbad, NGC 5196 est une galaxie LINER, c'est-à-dire une galaxie dont le noyau présente un spectre d'émission caractérisé par de larges raies d'atomes faiblement ionisés.
À ce jour, une mesure non basée sur le décalage vers le rouge (redshift) donne une distance d'environ 108,000 Mpc (∼352 millions d'al). Cette valeur est tout jsute à l'extérieur des valeurs de la distance de Hubble. Notons cependant que c'est avec la valeur moyenne des mesures indépendantes, lorsqu'elles existent, que la base de données NASA/IPAC calcule le diamètre d'une galaxie et qu'en conséquence le diamètre de NGC 5196 pourrait être d'environ 22,6 kpc (∼73 700 al) si on utilisait la distance de Hubble pour le calculer.